# Skeleton aux Jeux olympiques de 2018 - Hommes
Navigation
Sotchi 2014 Pékin 2022
L'épreuve masculine de skeleton aux Jeux olympiques de 2018 a lieu les 15 et 16 février 2018 sur la piste du Centre de glisse d'Alpensia en Corée du Sud.

## Médaillés
| Or                          | Argent                         | Bronze                            |
| Yun Sung-bin (Corée du Sud) | Nikita Tregubov (Russie (OAR)) | Dominic Parsons (Grande-Bretagne) |

## Résultats
| Rang                                | Dossard | Athlète                   | Pays             | Tour 1  | Tour 2  | Tour 3  | Tour 4  | Total         | Différence |
| ----------------------------------- | ------- | ------------------------- | ---------------- | ------- | ------- | ------- | ------- | ------------- | ---------- |
| Médaille d'or, Jeux olympiques      | 6       | Yun Sung-bin              | Corée du Sud     | 50 s 28 | 50 s 07 | 50 s 18 | 50 s 02 | 3 min 20 s 55 | –          |
| Médaille d'argent, Jeux olympiques  | 10      | Nikita Tregubov           | Russie (OAR)     | 50 s 59 | 50 s 50 | 50 s 53 | 50 s 56 | 3 min 22 s 18 | + 1 s 63   |
| Médaille de bronze, Jeux olympiques | 16      | Dominic Parsons           | Grande-Bretagne  | 50 s 85 | 50 s 41 | 50 s 33 | 50 s 61 | 3 min 22 s 20 | + 1 s 65   |
| 4                                   | 9       | Martins Dukurs            | Lettonie         | 50 s 85 | 50 s 38 | 50 s 32 | 50 s 76 | 3 min 22 s 31 | +1 s 76    |
| 5                                   | 8       | Tomass Dukurs             | Lettonie         | 50 s 88 | 50 s 58 | 50 s 65 | 50 s 63 | 3 min 22 s 74 | +2 s 19    |
| 6                                   | 23      | Kim Ji-soo                | Corée du Sud     | 50 s 80 | 50 s 86 | 50 s 51 | 50 s 81 | 3 min 22 s 98 | + 2 s 43   |
| 7                                   | 7       | Axel Jungk                | Allemagne        | 50 s 77 | 51 s 01 | 50 s 83 | 50 s 99 | 3 min 23 s 60 | + 3 s 05   |
| 8                                   | 11      | Christopher Grotheer      | Allemagne        | 51 s 05 | 51 s 06 | 51 s 01 | 50 s 93 | 3 min 24 s 05 | + 3 s 50   |
| 9                                   | 12      | Alexander Gassner         | Allemagne        | 51 s 05 | 51 s 08 | 51 s 04 | 50 s 93 | 3 min 24 s 10 | + 3 s 55   |
| 10                                  | 21      | Jerry Rice                | Grande-Bretagne  | 51 s 06 | 51 s 15 | 51 s 04 | 50 s 99 | 3 min 24 s 24 | + 3 s 69   |
| 11                                  | 13      | Matthew Antoine           | États-Unis       | 51 s 16 | 50 s 98 | 50 s 91 | 51 s 34 | 3 min 24 s 39 | + 3 s 84   |
| 12                                  | 26      | Vladyslav Heraskevych     | Ukraine          | 51 s 26 | 51 s 16 | 51 s 21 | 50 s 85 | 3 min 24 s 47 | + 3 s 92   |
| 13                                  | 24      | Geng Wenqiang             | Chine            | 51 s 51 | 50 s 87 | 51 s 18 | 51 s 09 | 3 min 24 s 65 | + 4 s 10   |
| 14                                  | 20      | Rhys Thornbury            | Nouvelle-Zélande | 50 s 90 | 51 s 03 | 50 s 65 | 52 s 14 | 3 min 24 s 72 | + 4 s 17   |
| 15                                  | 17      | Vladislav Marchenkov      | Russie (OAR)     | 51 s 27 | 51 s 49 | 51 s 05 | 51 s 37 | 3 min 25 s 18 | + 4 s 63   |
| 16                                  | 18      | John Daly                 | États-Unis       | 51 s 23 | 51 s 15 | 51 s 33 | 51 s 65 | 3 min 25 s 35 | + 4 s 80   |
| 17                                  | 19      | Kevin Boyer               | Canada           | 51 s 46 | 51 s 24 | 51 s 14 | 51 s 56 | 3 min 25 s 40 | + 4 s 85   |
| 18                                  | 14      | Matthias Guggenberger     | Autriche         | 51 s 38 | 51 s 29 | 51 s 81 | 51 s 25 | 3 min 25 s 73 | + 5 s 18   |
| 19                                  | 27      | John Farrow               | Australie        | 51 s 64 | 51 s 31 | 51 s 40 | 51 s 53 | 3 min 25 s 88 | + 5 s 33   |
| 20                                  | 3       | Alexander Henning Hanssen | Norvège          | 51 s 44 | 51 s 51 | 51 s 37 | 51 s 57 | 3 min 25 s 89 | + 5 s 34   |
| 21                                  | 15      | Dave Greszczyszyn         | Canada           | 51 s 73 | 51 s 31 | 51 s 57 | —       | 2 min 34 s 61 | —          |
| 22                                  | 25      | Hiroatsu Takahashi        | Japon            | 52 s 00 | 51 s 50 | 51 s 19 | —       | 2 min 34 s 69 | —          |
| 23                                  | 4       | Ander Mirambell           | Espagne          | 51 s 64 | 52 s 06 | 51 s 59 | —       | 2 min 35 s 29 | —          |
| 24                                  | 2       | Dorin Dumitru Velicu      | Roumanie         | 51 s 91 | 51 s 51 | 52 s 02 | —       | 2 min 35 s 40 | —          |
| 25                                  | 22      | Barrett Martineau         | Canada           | 51 s 94 | 51 s 76 | 51 s 70 | —       | 2 min 35 s 44 | —          |
| 26                                  | 28      | Katsuyuki Miyajima        | Japon            | 51 s 63 | 52 s 15 | 51 s 80 | —       | 2 min 35 s 58 | —          |
| 27                                  | 29      | Joseph Luke Cecchini      | Italie           | 51 s 88 | 51 s 80 | 51 s 96 | —       | 2 min 35 s 64 | —          |
| 28                                  | 30      | Adam Edelman              | Israël           | 52 s 48 | 52 s 43 | 52 s 35 | —       | 2 min 37 s 26 | —          |
| 29                                  | 1       | Anthony Watson            | Jamaïque         | 53 s 13 | 54 s 04 | 53 s 35 | —       | 2 min 40 s 52 | —          |
| 30                                  | 5       | Akwasi Frimpong           | Ghana            | 53 s 97 | 54 s 46 | 53 s 69 | —       | 2 min 42 s 12 | —          |